# Cuộc hành quân Lorraine
Cuộc hành quân Lorraine là một chiến dịch quân sự của Pháp trong chiến tranh Đông Dương.

## Bối cảnh
Ngày 15 tháng 10 năm 1952, một trung đoàn của sư đoàn 312 Việt Minh đã vây quân đồn trú của Pháp ở Gia Hội, cách Nghĩa Lộ 25 dặm về phía đông nam. Đáp lại, ngày 16 tháng 10, Pháp thả Tiểu đoàn Dù thuộc địa số 6 (6ème Bataillon de Parachutistes Coloniaux - 6e BPC) do Thiếu tá Marcel Bigeard chỉ huy xuống Tu Le, ở giữa Gia Hội và Nghĩa Lộ để yểm trợ cho sự rút lui của quân Pháp đến bờ tây sông Đà. Ngày 17 tháng mười, hai trung đoàn của sư đoàn 308, Việt Minh đã tấn công Nghĩa Lộ và tràn vào đồn trong vòng 1 giờ.:322 Sau khi thất thủ Nghĩa Lộ, các tiền đồn khác của Pháp bị bỏ lại và quân Pháp rút lui về phía sông Đà với tiểu đoàn 6e BPC làm nhiệm vụ đánh chặn quân Việt Minh tập hậu.